# 圆锥丝瓣芹
圆锥丝瓣芹（学名：Acronema paniculatum）为伞形科丝瓣芹属的植物，是中国的特有植物。分布在中国大陆的四川、云南等地，生长于海拔2,200米至2,800米的地区，常生长在山坡林下和路旁草丛，目前尚未由人工引种栽培。